# Wojna persko-turecka (1532–1555)
Wojna persko-turecka 1532–1555 – jeden z serii konfliktów zbrojnych pomiędzy Imperium osmańskim oraz Persją Safawidów.
Wojna persko-turecka toczona była w latach 1532–1555 między Imperium Osmańskim rządzonym przez Sulejmana Wspaniałego a Persją pod rządami Tahmaspa I.

## Tło konfliktu
Wojna wybuchła z powodu sporów terytorialnych między dwoma imperiami, szczególnie gdy bej Bitlisu zdecydował poddać się pod perską protekcję. Jednocześnie zarządzający Bagdadem urzędnik Tahmaspa i sympatyk sułtana Sulejmana został zamordowany. Na froncie dyplomatycznym Persja zaangażowała się w pertraktacje z Habsburgami, by utworzyć sojusz pozwalający zaatakować Imperium Osmańskie z dwóch stron.

## Wojna

### Pierwsza kampania (1532–1534)
Turcy, dowodzeni byli początkowo przez Wielkiego Wezyra Ibrahima Paszę, z powodzeniem zaatakowali należący do Persji Irak, odzyskując Bitlis. W 1534 roku dowodzenie nad armią osobiście objął sułtan Sulejman Wspaniały, który miał pod sobą 200 000 żołnierzy oraz 300 dział i moździerzy. Szach perski Tahmasp I mógł w tym czasie przeciwstawić w polu tylko 7000 żołnierzy i kilka dział, toteż unikał bitwy z armią sułtańską stosując taktykę spalonej ziemi. Turcy oblegli i zdobyli stolicę Safawidów w Tebrizie, a następnie przebyli Kurdystan i zdobyli Bagdad. Podczas przeprawy przez góry Zagros stosowana przez Persów taktyka spalonej ziemi przyprawiła Turków o ciężkie straty wielkości 30 000 żołnierzy, co skłoniło sułtana do odwrotu.

### Sojusz francusko-turecki
W 1536 roku król Francji Franciszek I, będąc wrogiem Habsburgów, sprzymierzył się z Turcją, co miało być przeciwwagą dla habsburskiego zagrożenia Francji i Turcji.

### Druga kampania (1547–1549)
Kolejna kampania Sulejmana Wspaniałego miała przynieść ostateczne zwycięstwo nad Persją. Tahmasp ponownie zastosował taktykę spalonej ziemi, pustosząc całą irańską Armenię. W 1547 roku, gdy Sulejman zaatakował Persję, sprzymierzona Francja wysłała Gabriela de Luetza, by swym doświadczeniem wojennym wspomógł Sulejmana. Swoimi radami dotyczącymi ustawienia artylerii francuski wysłannik pomógł Turkom podczas oblężenia Wan.
Następnie Sulejman spróbował wykorzystać zdradę brata Tahmpaspa, Alqasa Mirzy, który był zarządcą pogranicznej prowincji Szyrwan. Alqas podniósł bunt i obawiając się gniewu brata schronił się na sułtańskim dworze. Przekonał sułtana, że jeśli ten uderzy na Persję, to on sprawi, że Irańczycy podniosą bunt i obalą Tahmpaspa. W 1548 roku Sulejman Wspaniały i Alqas wkroczyli do Iranu na czele potężnej armii, w odpowiedzi na co Tahmasp zastosował wokół Tebrizu sprawdzoną wcześniej taktykę spalonej ziemi, co sprawiło armii tureckiej poważne problemy aprowizacyjne. Alqas próbował dotrzeć do dalszych terytoriów Iranu, licząc, że uda mu się wzniecić powstanie przeciwko szachowi, jednak mieszkańcy miast Isfahan i Sziraz odmówili otwarcia bram. Tymczasem Sulejman ponownie zdobył Tebriz oraz podbił całą irańską Armenię, zabezpieczając w ten sposób swoje zdobycze w prowincji Wan. Turcy zdobyli także niektóre twierdze w Gruzji.
Natomiast Alqas Mirza musiał zawrócić do Bagdadu, gdzie rozczarowani Turcy zostawili go jako osobę bez znaczenia. Wkrótce wpadł w ręce Persów – nie został skazany na karę śmierci, lecz na dożywotni pobyt w więzieniu w twierdzy Qahqaha.

### Trzecia kampania (1553–1555)
W 1553 roku Sulejman Wspaniały przystąpił do trzeciej i ostatniej kampanii przeciwko szachowi Persji. Tym razem to szach Persji Tahmasp I przejął na początku inicjatywę i pobił armię Iskandara Paszy w bitwie pod Erzerum. W jego ręce wpadł m.in. jeden z faworytów sułtana, Sinan Beg. Na skutek bitwy Erzerum znalazło się w rękach Persów. W toku dalszych działań wojennych miasto Turcy odzyskali.
Z powodu ciężkich zmagań z Persją Sulejman Wspaniały mógł dać tylko niewielką flotę wojenną jako wsparcie dla sojuszniczej Francji, by przeprowadzić francusko-turecką inwazję na będącą w rękach Genui Korsykę, do której doszło w 1553 roku.
Niepowodzenia wojenne skłoniły sułtana do rozmów pokojowych, które zabezpieczyłyby sukcesy uzyskane we wcześniejszych fazach wojny. Tureckie zdobycze terytorialne na Persach potwierdził traktat pokojowy zawarty 29 maja 1555 roku w Amasya. Sulejman zwrócił Tebriz, lecz zatrzymał Bagdad wraz z dolną Mezopotamią obejmującą ujścia Eufratu i Tygrysu, dającą dostęp do Zatoki Perskiej (czyli większość dzisiejszego Iraku). Na mocy traktatu Armenia podzielona została między Turcję i Persję. Turcja zatrzymała też zachodnią Gruzję.
Zawarty pokój uwolnił Persję od tureckich ataków na trzy dekady. Mimo to szach Tahmasp postanowił przenieść stolicę swego państwa dalej od granicy z Turcją – do Kazwin.

## Galeria

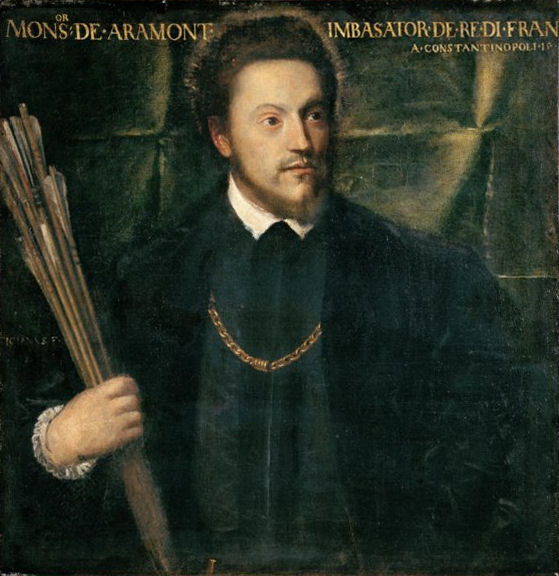
Francuski ambasador Gabriel de Luetz d'Aramon wziął udział w wojnie Turcji z Persją
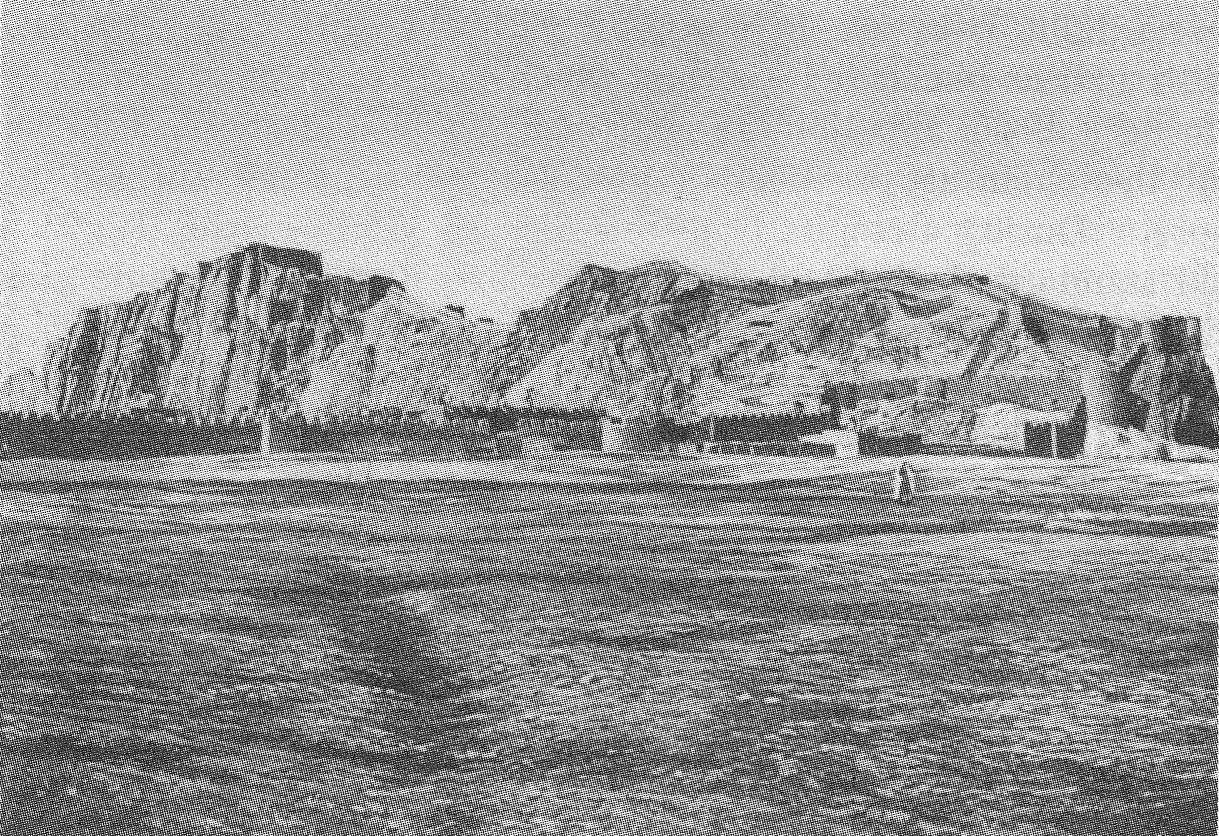
Otoczone murami miasto Wan, które pomógł zdobyć Gabriel de Luetz d'Aramon
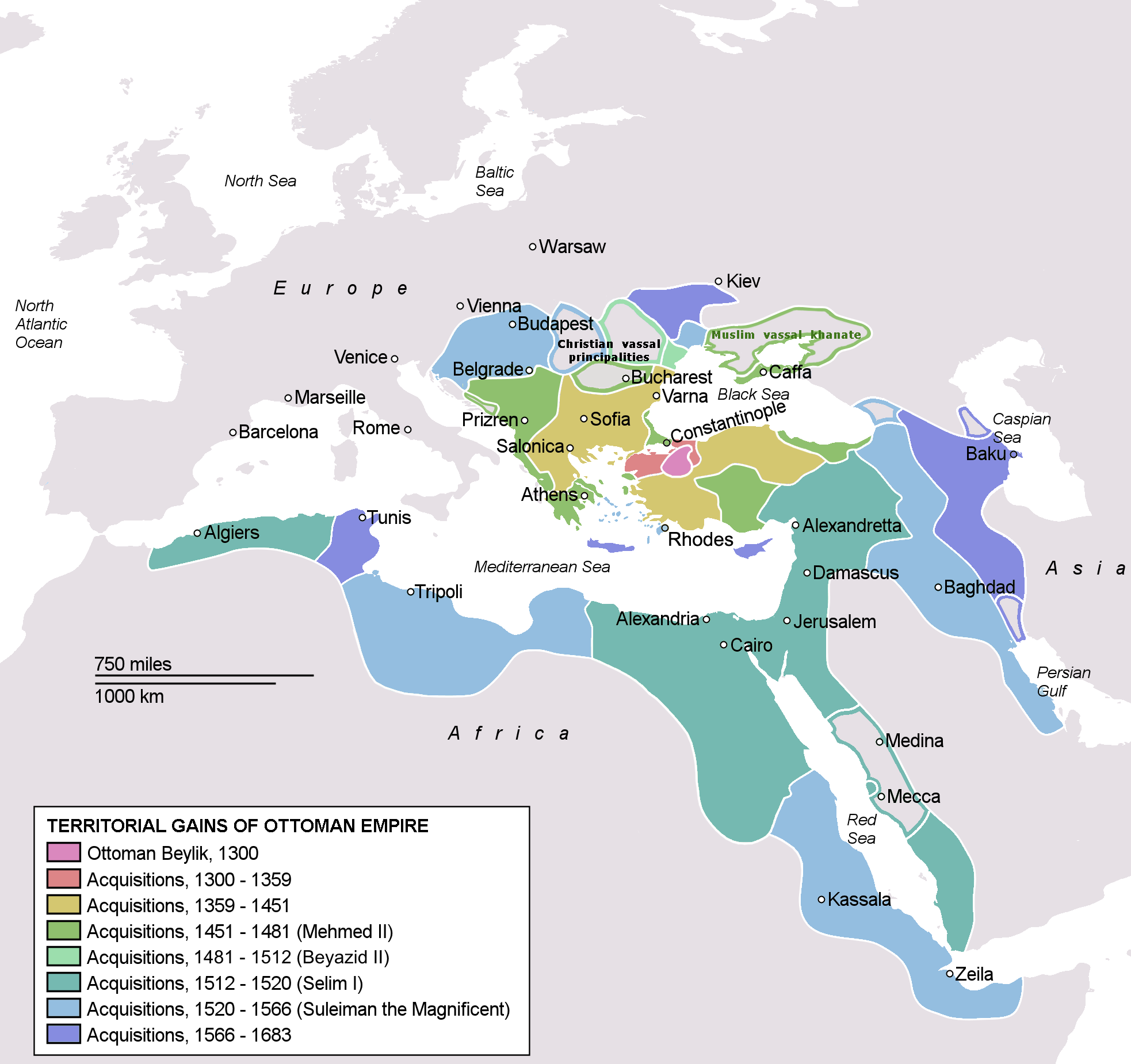
zdobycze Sulejmana w wojnie z Persją 1532–55